# Automuseum Dr. Carl Benz
Das Automuseum Dr. Carl Benz in Ladenburg ist dem Erfinder des Automobils Carl Benz gewidmet. Der Schwerpunkt der privaten Sammlung von Winfried A. Seidel liegt bei Fahrzeugen der Marken Benz, C. Benz Söhne und Mercedes-Benz. Das Museum wurde 2005 in der historischen Fabrikanlage von C. Benz Söhne eröffnet, die im Westen von Ladenburg direkt an der Bertha Benz Memorial Route liegt.

## Geschichte der Sammlung

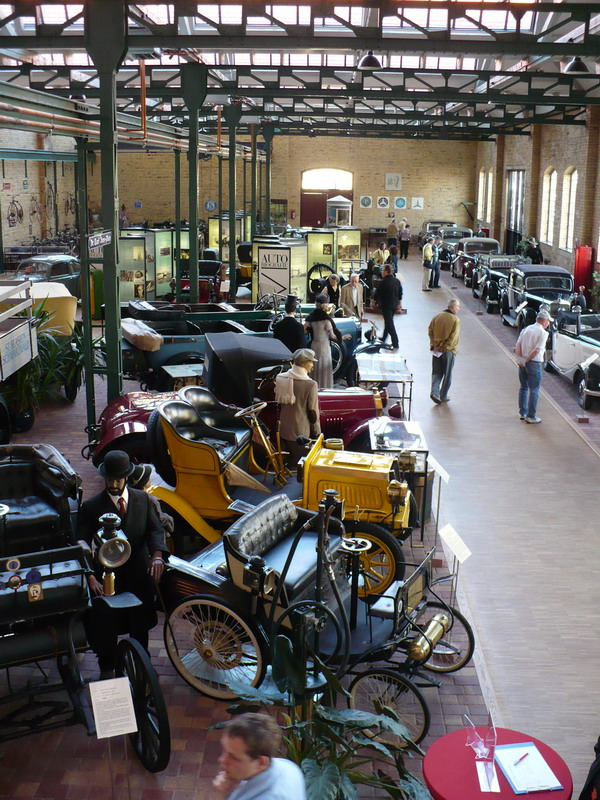
Ausstellung

Der Oldtimersammler Winfried A. Seidel hat fast sein ganzes Leben dem Benz gewidmet. Schon früh faszinierten ihn alte Autos, und er führte seine Sammelleidenschaft auch während seiner Zeit als Präsident des Mercedes-Benz-Oldtimerclubs von Deutschland (MVC) und als Veranstalter der Oldtimer-Messe Veterama fort. Heute umfasst die Sammlung rund 80 Fahrzeuge und unzählige Dokumente, die die Geschichte von Carl Benz und seiner Familie dokumentieren.

## Geschichte des Gebäudes
Nachdem Carl Benz 1886 im Mannheimer Quadrat T6 das Automobil erfunden hatte, suchte er in der Folge nach einem Grundstück mit Expansionsmöglichkeiten. Da er Ladenburg von seinen Versuchsfahrten her kannte, erwarb er 1905 das Grundstück in Ladenburg.
Im Jahre 1906 gründete er mit seinem Sohn Eugen die Firma C. Benz Söhne, 1908 trat sein zweiter Sohn Richard in das Unternehmen ein. Bis in die 1920er Jahre wurden in den neu errichteten Fabrikhallen rund 300 Fahrzeuge hergestellt. Die letzten beiden Exemplare ließ Benz zum Eigenbedarf zusammenbauen. Diese Fahrzeuge existieren noch heute und stehen im Museum.
Die historische Benz-Fabrik erlebte danach eine wechselvolle Geschichte. In den Kriegsjahren wurden Geschosshülsen hergestellt. Als Zylinderschleiferei und Kühlerreparatur diente man den regionalen Motorinstandsetzern. Danach hat sich die Firma C. Benz Söhne als Zulieferbetrieb für die Sparte Mercedes-Benz Nutzfahrzeuge etabliert.
Im Jahre 2004 erwarb Winfried A. Seidel das Fabrikgelände, und mit Unterstützung von Daimler-Benz war es möglich, die historischen Fabrikhallen zu restaurieren und zum Museum umzugestalten. Besonders hervorzuheben ist, dass dies ein Fahrzeugmuseum ist, das in die Hallen zurückgekehrt ist, in denen einst die heute ausgestellten Automobile gebaut wurden.

## Die Ausstellung

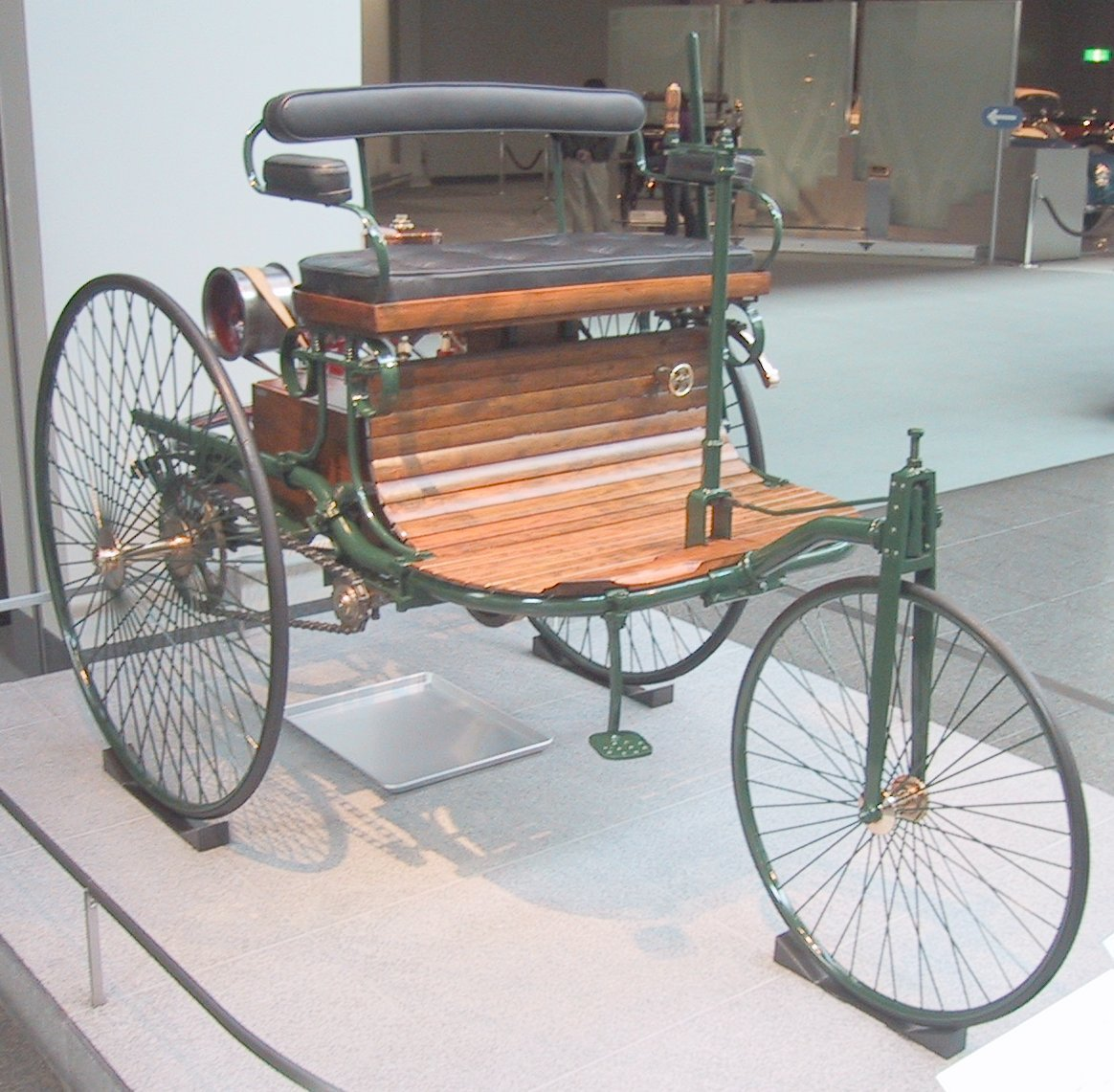
Nachbau des Benz Patent-Motorwagen Nummer 1 von 1885

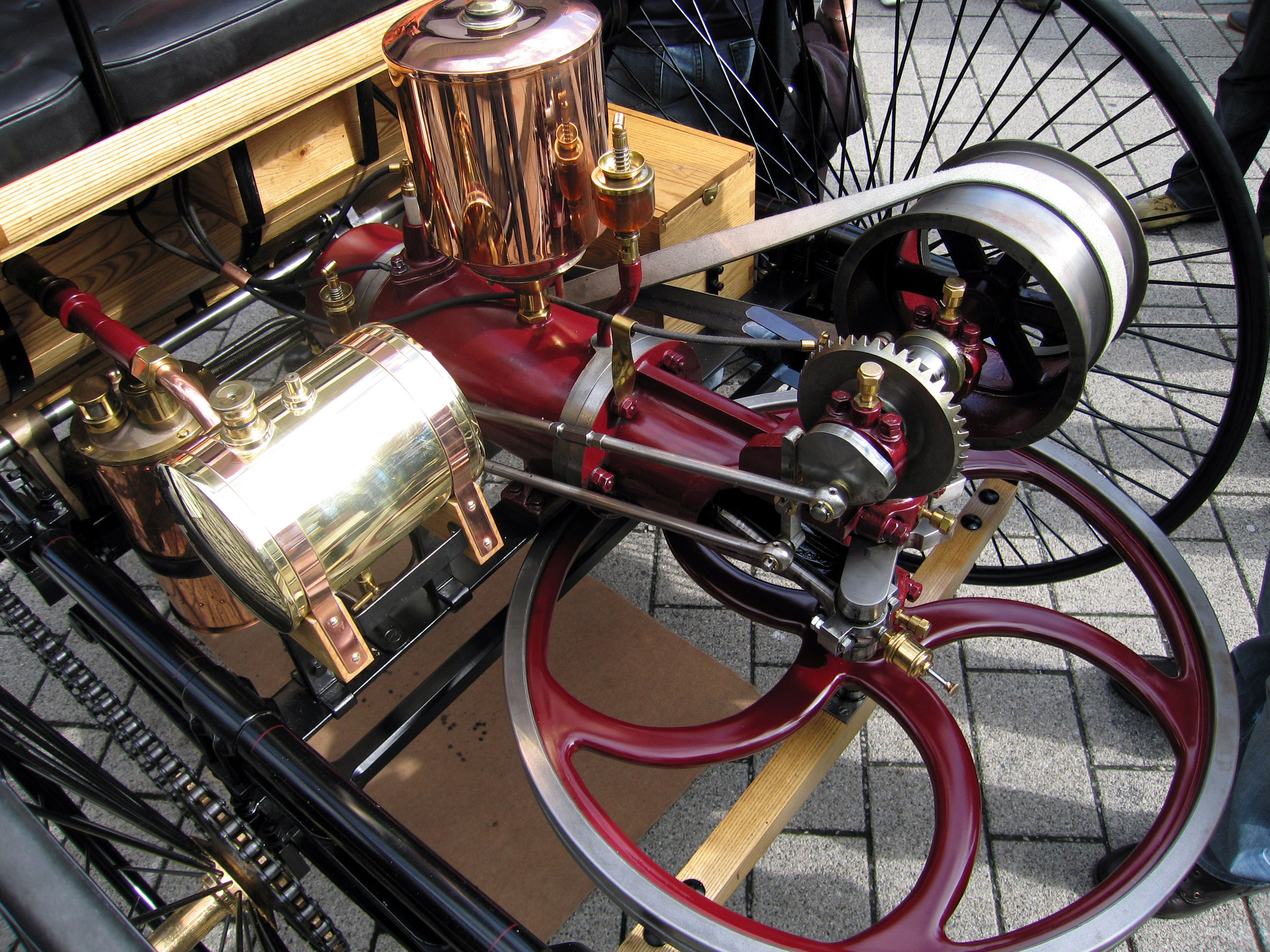
Motor des Benz Patent-Motorwagen Nummer 1

In fünf Bereichen wird die Geschichte der Motorisierung gezeigt, vom Benz Patent-Motorwagen bis zum McLaren-Mercedes-Formel-1-Rennwagen. Darüber hinaus kann man auch einen Blick auf die Originalwerkzeuge von Carl Benz werfen, die in der Museumswerkstatt aufgebaut sind.

### Bereich 1
Gleich am Eingang ist der Dr. Carl Benz-Platz. Die dort gezeigten Fahrzeuge stammen alle aus der Produktion von Benz & Cie. in Mannheim und von der Firma C. Benz Söhne in Ladenburg. Am Beginn der Motorisierung im Jahr 1886 stand der dreirädrige Motorwagen mit der Patentnummer 37435, und als letztes Modell wurde der Benz 10/35 PS-Wagen bei Benz im Jahre 1925 gebaut. Hier stehen die beiden letzten existierenden Fahrzeuge der Marke C. Benz Söhne.

### Bereich 2
In der Mercedes Allee werden Fahrzeuge gezeigt, die nach der Fusion der Firmen von Benz und Daimler zur Daimler-Benz-AG im Jahre 1926 bis in die frühen 1950er Jahre hergestellt wurden. Außerdem erfährt man hier, wie der Markenname Mercedes entstanden ist.

### Bereich 3
Die Auto-Biographie wird in 30 Leuchtpyramiden aufgezeigt, ergänzt durch Fahrzeuge aus den jeweiligen Epochen, wie zum Beispiel einen Mercedes-Benz mit Holzgenerator.

### Bereich 4
Hier ist die Zweiradgeschichte zu sehen, vom Laufrad des Karl-Friedrich Drais zu Sauerbronn, der im Jahre 1817 durch Mannheim fuhr, über die ersten Fahrräder mit Pedalen, bis zu den bunten Motorrollern der fünfziger Jahre.

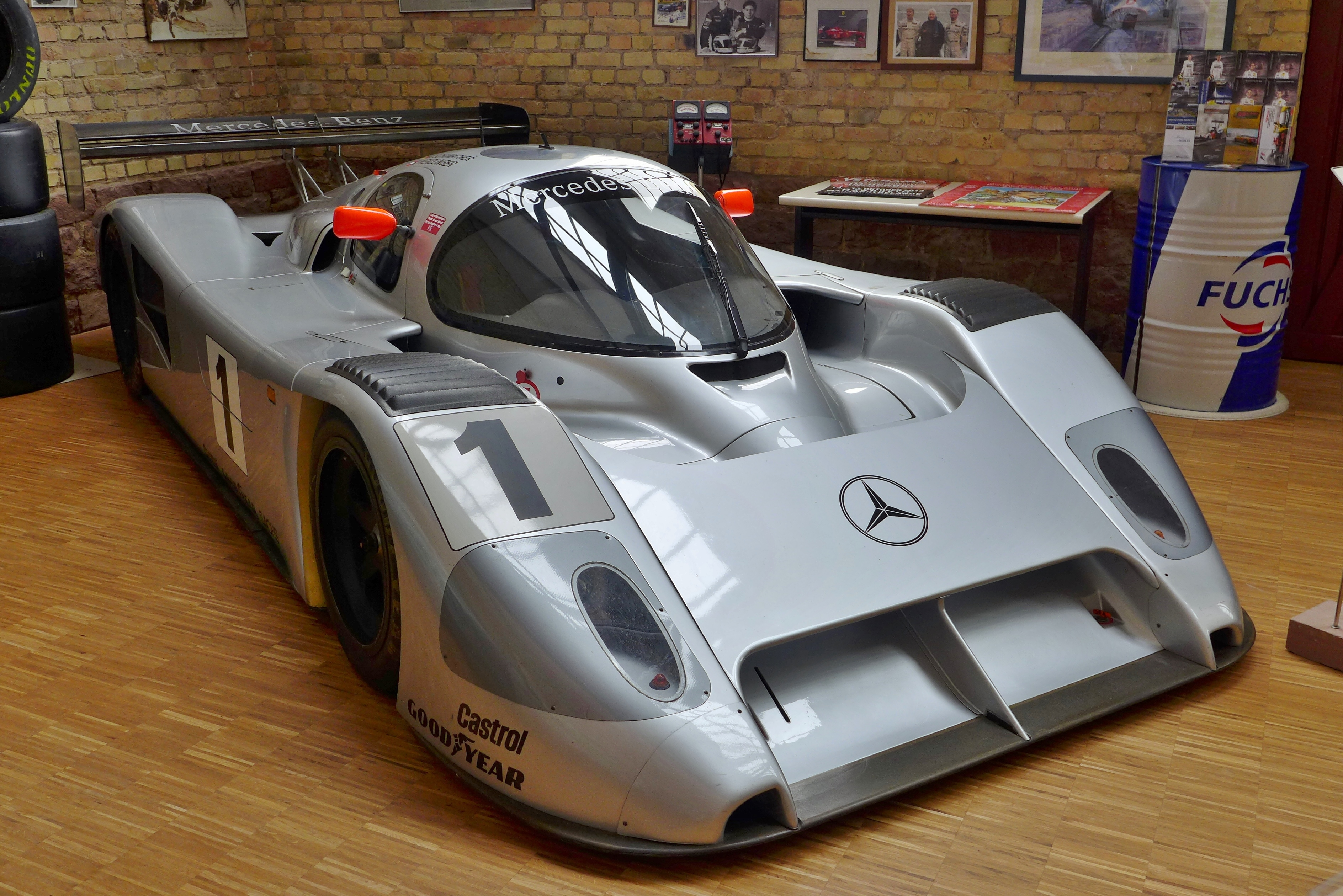
Sauber Mercedes-Benz C291

### Bereich 5
In der Rennsportabteilung stehen Rennwagen aus verschiedenen Epochen. Die Bandbreite reicht vom Avus-Rennwagen von 1921 bis hin zum Formel-1-Fahrzeug von McLaren-Mercedes von 2001 (Fahrer Mika Häkkinen). Auch ein originaler Sauber-Mercedes-Benz C291, den Michael Schumacher gefahren ist, ist ausgestellt.

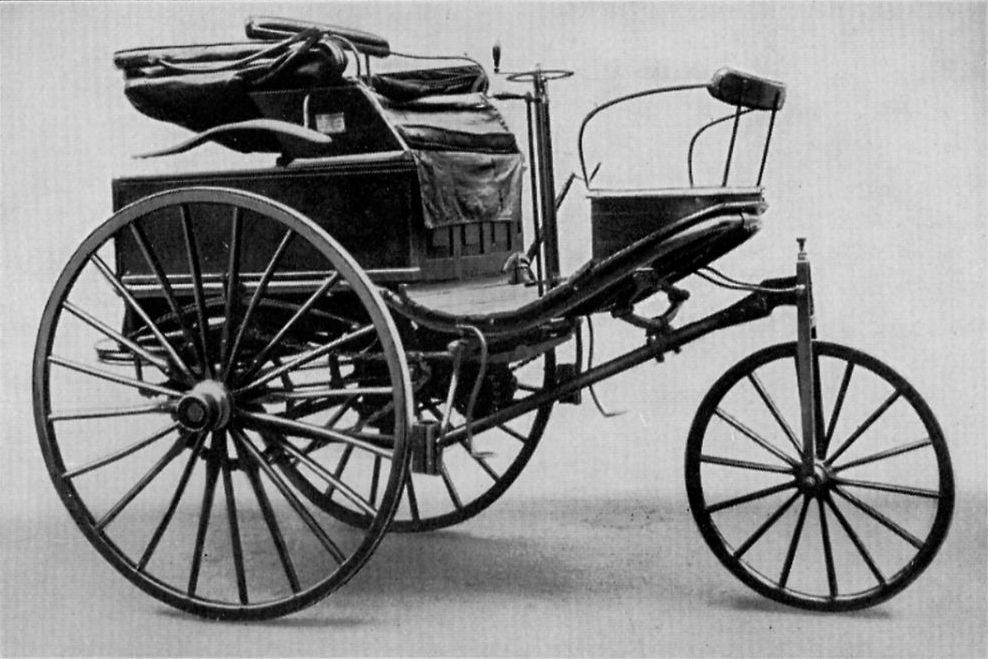
Der Benz Patent-Motorwagen Nummer 3 von 1888

### Sonderausstellung (bis 2016)
Benz Patent-Motorwagen Nummer 3, mit hoher Wahrscheinlichkeit das Originalfahrzeug, mit dem Bertha Benz von Mannheim nach Pforzheim und wieder zurück fuhr, war lange als Dauerleihgabe des Londoner Science Museums in Ladenburg zu sehen, damit war das älteste im Original erhaltene Auto der Welt nach Ladenburg zurückgekehrt. Es ist jedoch inzwischen wieder in London.